# 尹锡悦
尹锡悦（韩语：／ Yun Seok-yeol ?；1960年12月18日—），本貫坡平尹氏，祖籍忠清道公州市，大韓民國保守派政治人物與檢察官，無黨籍，前國民力量黨員，曾任第20任大韓民國總統、大韓民國檢察總長、首爾中央地方檢察廳檢察長、水原地方檢察廳驪州支廳支廳長等職務。
2022年，尹錫悅代表最大在野黨國民力量參與第20屆總統選舉，後以些微票數差距擊敗執政黨共同民主黨候選人李在明成功當選，5月10日宣誓就職。
2024年12月3日，尹錫悅於22時27分召開緊急談話，同時發表全國緊急戒嚴令，這是自1980年全斗煥开展军事独裁以來韩国首次宣布戒嚴。韓國國會隨後通過具有拘束力的決議要求解除戒嚴，促使尹錫悅政府於4日清晨4時30分正式宣布解除戒嚴，本次戒嚴令歷時約5小時30分鐘。在戒嚴事件落幕後，韓國國會於14日通過對尹錫悅的彈劾案使其即時停職。31日，首爾西部地方法院以尹錫悅涉嫌內亂首領罪及濫用職權行使權利為由發出逮捕令，為韓國憲政史上首次對現任總統發出逮捕令。2025年1月15日，尹锡悦被逮捕。19日，首爾西部地方法院裁定羈押尹錫悅，再度創下韓國憲政史首例，羈押至3月8日獲釋。
2025年4月4日，韩国宪法法院以8:0一致裁定弹劾成立，成为繼朴槿惠後第二位因彈劾而下台的韩国總統。2025年7月10日，首尔中央地方法院以尹錫悅有湮滅證據之虞為由發出逮捕令，使尹錫悅在相隔約4個月後再次被捕。

## 生平

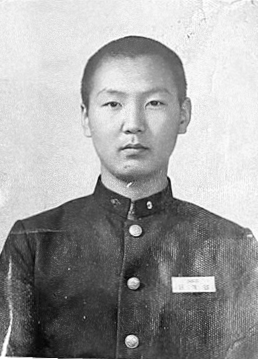
16歲的尹锡悦

尹錫悅出身坡平尹氏，是高麗武將、門下侍中尹瓘的後代；尹瓘子孫中，從高麗到朝鮮王朝共出了六位王妃：禧妃尹氏、貞熹王后、廢妃尹氏（曾追封齊獻王后）、貞顯王后、章敬王后以及文定王后。而尹錫悅的直系祖先中，十二世祖是朝鮮王朝中期學者尹文舉（肅宗朝右議政尹拯伯父），十世祖尹周教是老論派重臣、左議政宋時烈的外孫；高祖母出自全州李氏，是朝鮮王室宗親。
1960年12月18日，尹锡悦出生在大韓民國首爾特別市城北區三仙洞，成長於西大门区延禧洞。父親尹起重生於日治朝鮮忠清南道論山市，是延世大学毕业生和该大学的统计学教授；曾到日本一桥大学留学，担任过韩国经济学会会长一职。母親本貫江陵崔氏，原在梨花女子大學任教，婚後不再教學。1979年，尹锡悦从首尔冲岩高等學校毕业并考入首尔大学法律系。在上大學期間，曾參加一場與1980年光州民主化運動鎮壓有關的模擬審判，以模擬檢察官身份要求判處時任總統全斗煥死刑。該模擬審判的情節在校園內外傳開，尹錫悅曾因此逃到江原道躲避。
1980年和1981年兩次延期服大韓民國兵役，1982年受判定因兩眼屈光度不同而免服兵役。他也因此至今未取得駕駛執照。
尹锡悦在首爾大學四年級時通過第一輪律師資格考試，但在第二輪考試不及格，且之後連續9年沒有通過，直到1991年才通過第33回的律師資格考試。1994年完成司法研修院第23期課程後，被任命為檢察官。
2012年和藝術家金建希結婚，2人膝下沒有子女。
尹锡悦曾出任水原地方检察厅骊州支厅长等职务，参与过针对前总统盧武鉉亲信安熙正，现代汽车会长郑梦九和前总统李明博哥哥李相得等人的起诉。在2013年國家情報院介入總統選舉事件调查组中担任组长，因为与上司冲突，停职一个月，并且从水原地方检察厅厅长降职到大邱担任检察官。2016年爆发崔順實干政醜聞之后，担任调查组组长，完成拘留朴槿惠、崔顺实、李在鎔的工作，并成功起诉三星集团副会长李在镕。2017年5月19日，总统文在寅任命其为首尔中央地方检察厅检察长。在任上，尹錫悅完成了对前国防部长金宽镇和前总统李明博拘留起诉。
2019年6月17日，文在寅总统任命其出任候补检察总长。2019年7月檢察總長的就職演說中，尹錫悅強調“現在我們需要更加強保護自由民主和市場經濟秩序的本質”，“思考自由市場經濟和法律執行的問題，要致力保護並傳播自由的價值觀”， “歷史已經證明，市場經濟、價格機制和自由商業活動可促進人類的繁榮和幸福”。 
在2020年8月的新任檢察官任命儀式上，尹锡悦就自由民主發表立場，他說：“自由民主是真正的民主，反對獨裁和假裝民主的極權主義。”

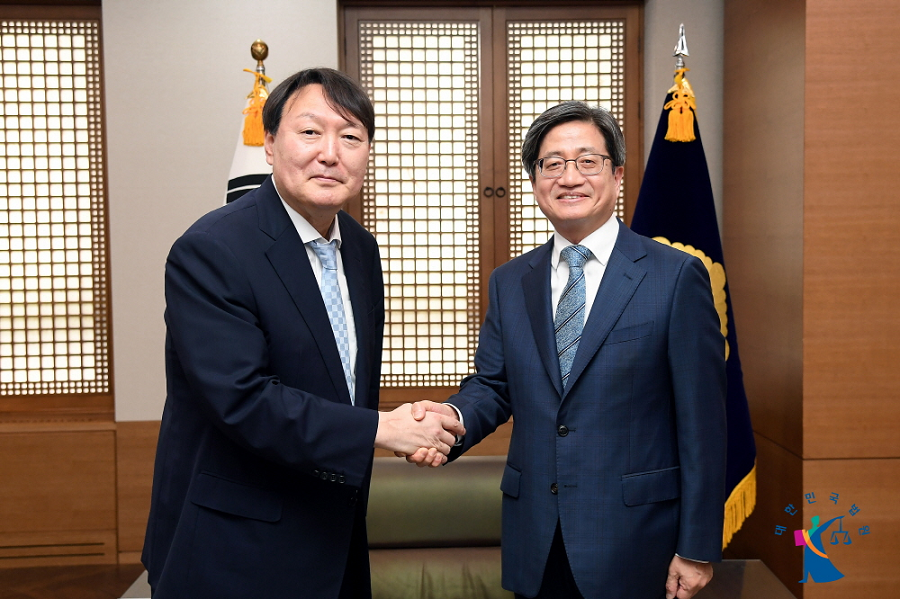
時任檢察總長尹錫悅與大法院長金命洙（攝於2019年）

2021年3月4日，在调查前法务部长曹国涉嫌以权谋私的事件与法务部长秋美爱矛盾激化而辞任。
2021年6月29日，尹锡悦表态将参加2022年總統選舉，7月加入国民力量党。11月5日，尹锡悦在初選中勝出，确定成为最大在野黨國民力量的总统候选人。
2022年3月10日，尹錫悅以0.73%些微領先的票數贏得總統選舉。尹錫悅自任期開始至面臨執政黨國民力量在國會中只有110席、但在野黨共同民主黨佔據172席單獨過半的「朝小野大」局面。他在受訪時指出，這在民主國家是非常自然的事情，將會透過與在野黨的合作解決政局。2024年國會選舉仍維持此局面。

## 檢察官職位

### 早期檢察生涯
尹錫悅於1994年在大邱檢察官辦公室開始其職業生涯， 領導特別部門和中央調查部，進貪腐案件的調查。  1999年，他不顧內閣的強烈反對，逮捕涉嫌貪腐的高級專任委員。
2002年1月，尹錫悅曾退出公職，擔任過短暫的律師，但因自覺不適合該工作而離開。回任檢察官後，他成功起訴安熙正收受大選中的企業資金。2006年，他在一起賄賂案中逮捕鄭夢九。 2008年他還參與獨立團隊調查選舉期間的股價操縱事件。
2013年，尹錫悅領導一個特別調查組，調查國家情報局（NIS） 是否參與操縱輿論的醜聞。尹錫悅以違反《公職人員選舉法》而起訴 NIS 前負責人。其間，他還指控法務部長意圖影響其調查，結果受到降級到大邱和大田高級檢察廳。
尹錫悅後來擔任特別檢察官小組的調查組長，調查與 2016年崔順實案的醜聞，2016年12月朴槿惠總統遭到彈劾。 
2017年5月19日，總統文在寅任命尹錫悅為首爾中央地方檢察廳長。檢方起訴兩名前總統李明博和朴槿惠、三名前國家情報院院長、前大法院院長，尹錫悅在任內還起訴其他100多名前官員和企業高級主管，並領導調查大型財團的欺詐案。

### 檢察總長
2019年6月，尹錫悅被提名為韓國檢察總長，其提名受到執政的共同民主黨和民主和平黨的歡迎。7月16日正式上任。文在寅總統要求他對任何形式、包含政府相關的貪腐案都嚴格調查。
文在寅提名自己的親信曹國出任法務部長，準備著手對檢察官體系進行改革，但未幾曹國及其妻女卻爆出不同的醜聞，尹錫悅隨即展開對捲入醜聞的法務部長曹國進行調查，曹國的人事問題在國會受到猛烈的批判，未幾曹國的妻子在9月2日被起訴，9月6日，而文在寅總統卻在國會聽證會未表決時宣佈任命曹國的人事任命。10月14日，曹國辭任法務部長。針對曹國事件的處理，受到反對黨陣營的歡迎，但遭到共同民主黨及其支持者的譴責。其後，新任法務部長秋美愛以尹錫悅未依命令提交部門重組計畫，對其周邊的檢察官採取行動，調遷至地方閒職，換上親近文政權的檢察官，此被外界解讀為曹國一案的報復人事。2020年4月，隨著檢方開始調查涉及違反選舉法的案件，以及調查2018年蔚山市長競選的內幕操縱，共同民主黨議員再次要求尹錫悅辭職下台。

### 停職、復職和辭職
2020年11月24日，韓國法務部以尹錫悅涉嫌違反道德、濫用職權以及干涉調查，暫停其職務。尹錫悅向首爾行政法院提出暫時中止該停職令，12月1日獲准，依法可暫緩一個月。12月16日，法務部再對尹錫悅提出重大紀律處分，實施兩個月的停職，並受到文在寅總統的批准，不久後法務部長秋美愛亦向文在寅總統提出辭呈。12月24日，行政法院接受尹錫悅所提程序不公的主張，推翻原停職令。至2021年3月4日，尹錫悅向文在寅總統提出辭呈並被接受。

## 從政

### 政治主張
尹錫悅自認是“保守派”，反對政府的經濟干預主義，曾引用經濟學家彌爾頓·傅利曼1980年的著作《自由選擇：個人陳述》，自稱是他對經濟自由主義信仰的主要影響。前保守派議員鄭斗恩也認為尹是保守派，但支持尹錫悅的政治評論員陳重權稱其政治傾向為“自由主義”。
在军事外交关系上，尹锡悦认为韩国最大的威胁来自朝鲜。他于2023年1月接受采访时重申，在朝鲜增加导弹、核武试验以及其他挑衅的行为构成了「严重威胁」，只有与美国和日本加强安全合作，以应对朝鲜造成的危险局面。尹錫悅與日本之間的和解，雖然遇到韓國內部或大或小的反對，然而其反對的聲音與力道，其實已不如從前。尹锡悦表示支持乌克兰在击退俄罗斯入侵的斗争，他认为，如果俄乌冲突不迅速解决，它可能会向朝鲜发出一个信息，即国际社会将无法通过适当的制裁或惩罚来应对入侵行为，这将进一步鼓励朝鲜进行挑衅。在中东方面，他是首位表明阿拉伯联合酋长国的主要敌人及其最大威胁是伊朗的韩国总统。在2023年1月访阿期间，他发表了韩国与阿拉伯联合酋长国在军事外交上的相同之处。在美国方面，由于特朗普主义者和韩国自由主义者倾向支持对朝和解的阳光政策，而美国现代自由主义者和韩国保守主义者倾向反对它，尹锡悦倾向于支持拜登和反对特朗普。
韓國《中央日報》在2021年6月曾報導尹錫悅的經濟理念。文中指稱其父為延世大學名譽教授經濟學家，所以尹錫悅曾讀過很多經濟學書籍，如經濟學者彌爾頓·傅利曼的貨幣觀，他的經濟哲學基礎紮實，且堅定捍衛自由市場。他經常引用自由經濟學大師亞當·史密斯《國富論》的理念，認為國家應該實踐亞當·史密斯的主張。該報報導，如果尹錫悅參加總統選舉辯論，他的經濟理念應該不會被任何對手擊潰。
尹錫悅的批評者稱其為右翼民粹主義者。左翼的正義黨在2017年和2022年的總統候選人沈相奵將尹錫悅所領導的國民力量黨描述為“极右翼民粹主義”。前財政部長金東兗將尹描述為“民粹主義者”。但尹錫悅不同意 “民粹主義”的標籤。
2021年7月，尹锡悦接受《中央日报》采访时称如果要韩国撤萨德，中国应首先拆除部署在其本国边境的远程雷达；同时他指出韩国半导体应该和中国脱钩。
2021年9月22日，尹錫悅表示，他將要求美國在韓國重新部署戰術核武。自1990年代初以來，美俄在緩和朝鮮半島的局勢達成協議後，美國即未曾在韓國部署核武。美國負責日韓事務的副國務卿馬克蘭伯特在代表美國回應時，表示“韓國重新核武化”的提議違反美國當前的政策。
2021年11月7日，表示如果當選總統，將赦免前總統李明博和朴槿惠。
2021年11月12日，表示對於美國在韓國部署更多萨德持開放態度。並且說服中国政府接受。
2021年11月30日，表示如果當選總統，將廢除每週52小時工作制和最低工資。
2022年1月7日，在臉書上主張“廢除女性家族部”，得到大部分20多歲男性選民的認同。外界称他为反女权主义者，指他曾表示韩国女性未遭受系统性歧视。

### 參與總統選舉
尹錫悅自2020年1月以來，一直是2022年總統大選民意調查中的重要對象之一。而且在 2021年1月的民意調查中，以30.4%的支持率領先群倫。6月29日，尹錫悅正式宣布參選2022年總統大選。7月12日，他在全國選舉委員會登記為獨立候選人， 接著在7月30日，正式加入韓國主要反對黨的國民力量黨。
在黨內初選期間，尹錫悅抨擊每週最多工作52小時的勞動政策。他引用經濟學家彌爾頓·傅利曼1980年的著作《自由選擇：個人陳述》作為依據，主張放鬆對食品安全標準的管制，“讓低收入者以低價得到食品”。8月，尹錫悅表示，女權運動是導致韓國低出生率的因素之一。接著，尹錫悅在接受釜山日報採訪時稱，福島第一核電廠事故第一核電站核災難“基本上沒有輻射洩漏”，因為“反應爐本身並沒有倒塌”。
2021年9月2日，新聞網站Newsverse報導尹錫悅在擔任檢察總長期間疑似意圖以刑事起訴干預選舉。尹錫悅雖否認指控，並針對指控和調查的內容，向高級官員腐敗調查辦公室(CIO)報告澄清，但其在黨內初選的民調支持率一度受到影響。
在10月1日國民力量黨總統候選人初選辯論中，尹錫悅的左手掌出現漢字「王」，似乎是某種護身符號。其對手批評為巫術，並將其類比為崔順實干政醜聞。尹錫悅在回應批評時，表示“是來自支持者的信息，鼓勵我像王者一般的自信”。
10月，尹錫悅在釜山與國民力量黨員會面時，稱許前右翼軍事獨裁者全斗煥的政治治理。後來又補充說，他相信在湖南地方，包括光州在內的人民，也會有相同的感覺。由於全斗煥是韓國受詬病的前統治者，必須為酷刑和殺害無辜等侵犯人權行為負責，尹錫悅因此為之前的發言道歉。然而在道歉後不久，尹錫悅在Instagram上發布一張照片，照片中他餵狗吃蘋果。 由於在韓語中“蘋果”和“道歉”是同音詞語，這照片被外界解釋為刻意嘲諷， 因此受到國民力量黨其他三位候選人的圍剿批評。 尹錫悅在11月10日訪問光州的“國立5·18民主墓地”時再次表達道歉之意。
2021年11月5日，尹錫悅在初選中獲勝。在黨員和公眾為期四天的投票中，尹錫悅以47.85%的支持率獲得347,963張選票。正式獲得國民力量黨的2022年總統大選候選提名。
2022年3月3日，第20屆總統選舉候選人尹錫悅（國民力量）及安哲秀（國民之黨）在聯合記者會宣布，雙方合推單一候選人，由尹錫悅出馬角逐總統。一旦實現政權更迭後，兩黨將組建聯合政府，以促進族群融合並推動改革。
2022年3月9日，舉行韓國總統選舉投票，直到10日上午5點30分完成開票。韓國第一在野黨國民力量候選人尹錫悅獲得48.56%的選票，贏過執政的共同民主黨候選人李在明的得票率47.83%。尹錫悅當選大韓民國第20屆總統，由此政黨輪替。
| 2022年大韓民國總統選舉                    | 2022年大韓民國總統選舉 | 2022年大韓民國總統選舉 | 2022年大韓民國總統選舉 | 2022年大韓民國總統選舉 | 2022年大韓民國總統選舉 |
| 號次                                      | 候選人                 | 政黨                   | 得票數                 | 得票率                 | 當選標記               |
| ----------------------------------------- | ---------------------- | ---------------------- | ---------------------- | ---------------------- | ---------------------- |
| 2                                         | 尹锡悦                 | 国民力量               | 16,394,815             | 48.56%                 | 當選                   |
| 1                                         | 李在明                 | 共同民主党             | 16,147,738             | 47.83%                 |                        |
| 3                                         | 沈相奵                 | 正義黨                 | 803,358                | 2.38%                  |                        |
| 6                                         | 许京宁                 | 國家革命黨             | 281,481                | 0.83%                  |                        |
| 12                                        | 金在妍                 | 進步黨                 | 37,366                 | 0.11%                  |                        |
| 11                                        | 趙源震                 | 我們共和黨             | 25,972                 | 0.07%                  |                        |
| 5                                         | 吳準鎬                 | 基本所得黨             | 18,105                 | 0.05%                  |                        |
| 14                                        | 金旻澯                 | 韓流聯合黨             | 17,305                 | 0.05%                  |                        |
| 13                                        | 李京熹                 | 統一韓國黨             | 11,708                 | 0.03%                  |                        |
| 7                                         | 李百允                 | 勞動黨                 | 9,176                  | 0.02%                  |                        |
| 10                                        | 金景梓                 | 新自由民主聯合         | 8,317                  | 0.01%                  |                        |
| 8                                         | 玉恩鎬                 | 新國家黨               | 4,970                  | 0.01%                  |                        |
| 4                                         | 安哲秀                 | 國民之黨               | 退選                   | 退選                   | 退選                   |
| 9                                         | 金東兗                 | 新浪潮                 | 退選                   | 退選                   | 退選                   |
| 選舉人數                                  | 選舉人數               | 選舉人數               | 44,197,692             | 44,197,692             | 44,197,692             |
| 投票數                                    | 投票數                 | 投票數                 | 33,760,311             | 33,760,311             | 33,760,311             |
| 有效票                                    | 有效票                 | 有效票                 | 33,760,311             | 33,760,311             | 33,760,311             |
| 無效票                                    | 無效票                 | 無效票                 | 307,542                | 307,542                | 307,542                |
| 投票率                                    | 投票率                 | 投票率                 | 77.08%                 | 77.08%                 | 77.08%                 |
| 资料来源：选举结果 （页面存档备份，存于） |                        |                        |                        |                        |                        |

### 核心承諾
尹錫悅當選國民力量黨總統候選人後，2022年2月15日公佈其10項核心政策承諾：
- 緊急救援並克服COVID-19疫情，規劃新冠疫情後的重建計畫
- 創造可持續的優質工作機會
- 打造超過250萬住宅，以滿足年輕人的住房需求
- 實施智慧、公平、服務的“數位型政府”和進行總統府的改革
- 從科技追隨國，轉型成為技術領先國
- 加強國家責任，政策支持人民從分娩準備到產後護理，以及育兒過程
- 打造人民期待的公平社會，並廢除女性家族部
- 進行有尊嚴的外交，建立強大並安全的韓國
- 邁向可行的碳中和目標，及建設核電廠
- 提供公平教育以培養未來人才，加強全民文化及福利建設

## 總統任期（2022-2025）

### 上任

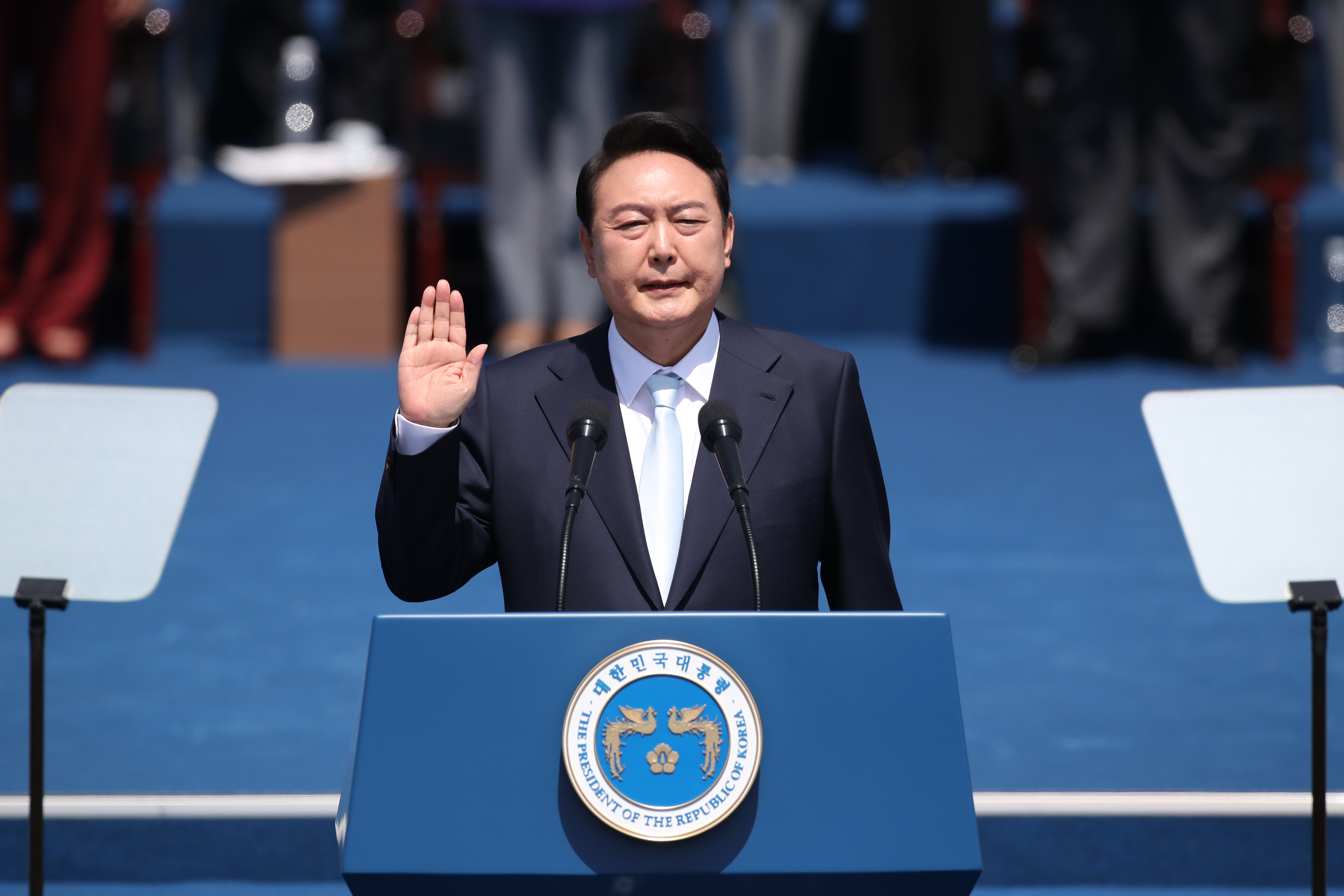
尹錫悅宣誓就任總統

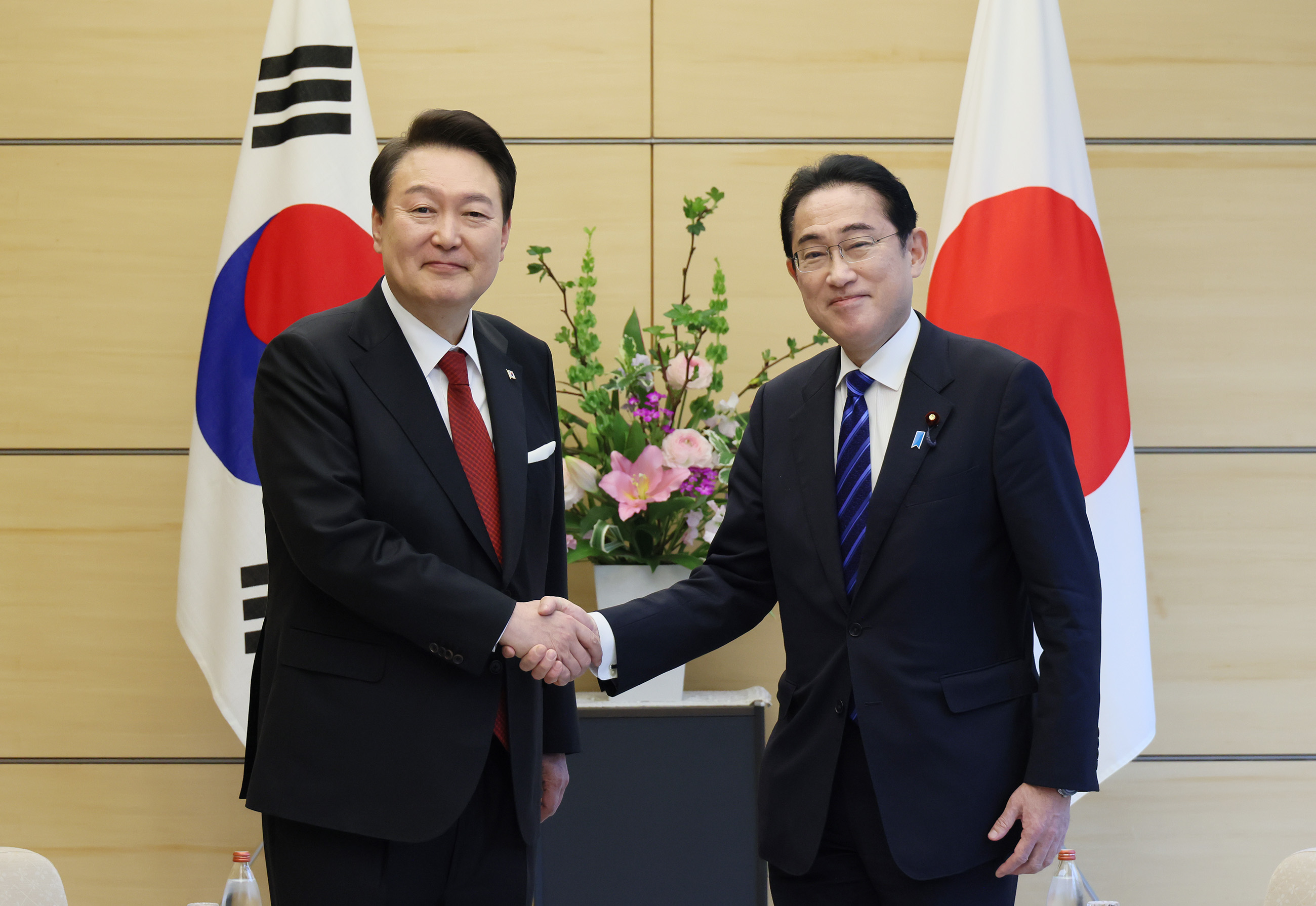
尹錫悅會見日本首相岸田文雄

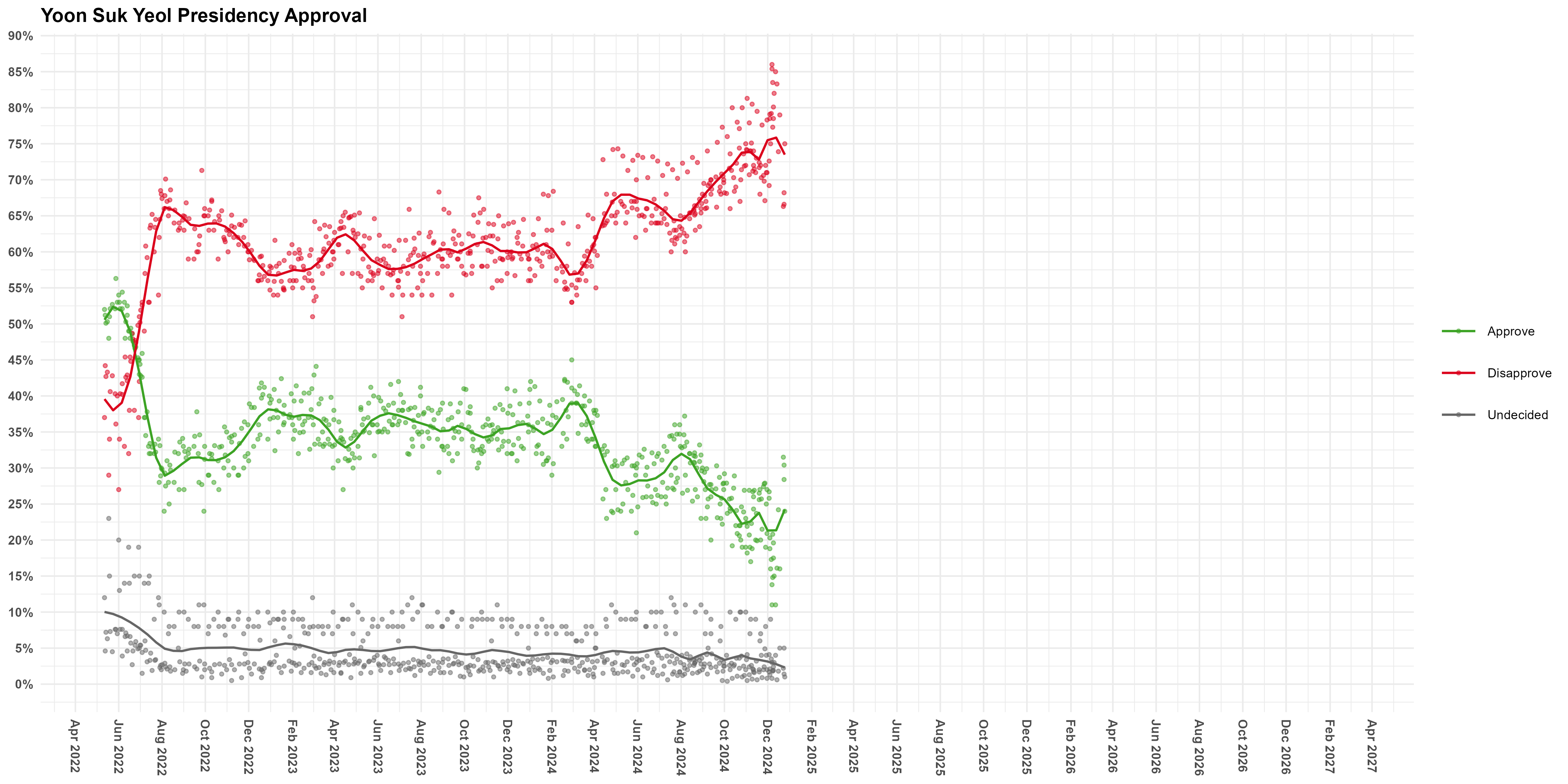
尹錫悅自上任以來的支持率變化

2022年3月20日，在总统职务交接委员会挂牌成立后的首次记者会上，总统当选人尹锡悦宣布将总统办公室搬迁至龙山国防部大楼，原办公地点青瓦台将在5月10日上任当天起对外开放。然而迁址的决定遭到韩国民众反对，约30万人在青瓦台请愿网站上连署。
2022年5月10日，尹錫悅在首爾汝矣島國會議事堂宣誓就職，卸任總統文在寅賢伉儷以及前總統朴槿惠也出席典禮，約有4.1萬人到場出席活動。當天零時，尹錫悅在首爾龍山總統府地下掩體的國家危機管理中心狀況室接受三軍統帥權，正式開啟總統任期。
尹錫悅上任之初，有52%的施政滿意度。不過在執政三個月後，支持率跌到24%，與前任文在寅上任三個月支持率有70%相比明顯落差太大。2022年8月21日，尹锡悦首次改组幕僚团队，新增一名首席秘书并更换负责宣传事务的首席秘书。

### 外交

#### 對日本
2023年3月1日，尹錫悅在出席於首爾舉行的三一獨立運動104週年紀念儀式時致辭，表示日本從過去軍國主義的侵略者轉變為與韓國共用普世價值、在經濟安全及全球問題上攜手合作的夥伴。這與以往韓國總統會在當天發表對日本措辭強硬的談話有所不同。
2023年3月16日，尹錫悅訪問日本，成為12年來首位正式訪日的韓國總統。尹錫悅與日本首相岸田文雄於東京舉行會談。雖然會後並未發表聯合聲明，但在各自發布的公報中，一致強調改善雙邊關係的重要性，其中，尹錫悅表示日韓曾於1998年發表《21世紀韓日新夥伴關係聯合宣言》（「金大中-小淵惠三聯合宣言」），旨在正視歷史、增進相互理解，並且在互信基礎上發展雙邊關係，此次峰會繼承了該宣言之精神。尹錫悅並表示將日本重新納入享有快速貿易地位的「白名單」，並認為有些人會以煽動「充滿敵意的民族主義和反日情緒」來謀取政治利益，但他身為總統，這樣做是不負責任的。
2023年4月24日，尹錫悅在接受华盛顿邮报采訪時表示，拿百年前的事情对日“说绝对不行”、“要求必须下跪”的这一观点令人无法接受。韩国所面临的安全问题太过紧迫，不能推迟与日本的合作。

#### 對美國

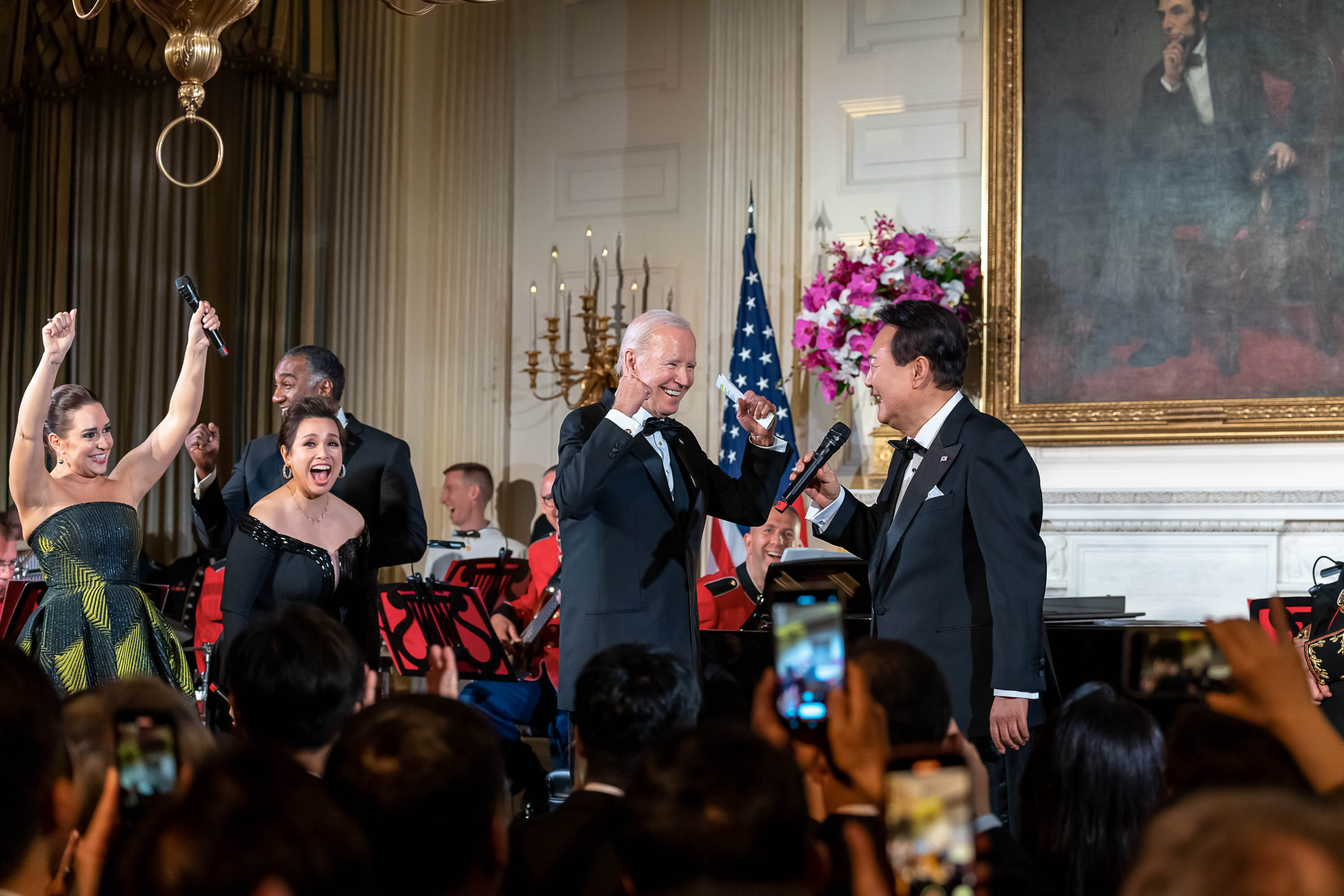
2023年4月26日，尹锡悦在白宫宴会厅演唱《美国派》，引得時任美国总统拜登等人的欢呼

2023年4月27日，尹錫悅在美国国会发表演说，成为第7位在美国国会演讲的韩国领袖。演说中，尹锡悦呼吁应加强韩美之间的盟友关系，并进一步修复与日本的关系，透过“韩美日三边联盟”反制朝鲜的核武威胁。针对朝鲜战争赴韩美军，他表示：“韩国绝不会忘记那些曾替我们作战，替我们捍卫民主的伟大美国英雄”。同时他也谴责俄罗斯对乌克兰的侵略，并提到台海关系和平稳定的重要性。中国外交部亞洲司司長劉勁松于27日约见韩国驻中公使姜相旭（강상욱），就“美韩联合声明涉华错误表述提出严肃交涉”；中国外交部发言人毛宁则批评美国抱持“冷战思维”，加剧朝鲜半岛紧张局势。另外他在演说中提及到长津湖战役，称美军在该战役中有4500人战死，引起中国外交部发言人毛宁强烈不满，并宣称在战役中“志愿军歼灭2.4万名美军”。而朝中社刊文称，尹锡悦访美“给朝鲜半岛和地区乃至世界的和平与安全造成严重危险，引发了国际社会的口诛笔伐”，並宣稱「国际社会对尹锡悦访美时的《华盛顿宣言》和《联合声明》带来的消极后果表示担忧」。

### 宣佈戒嚴、被彈劾和被捕

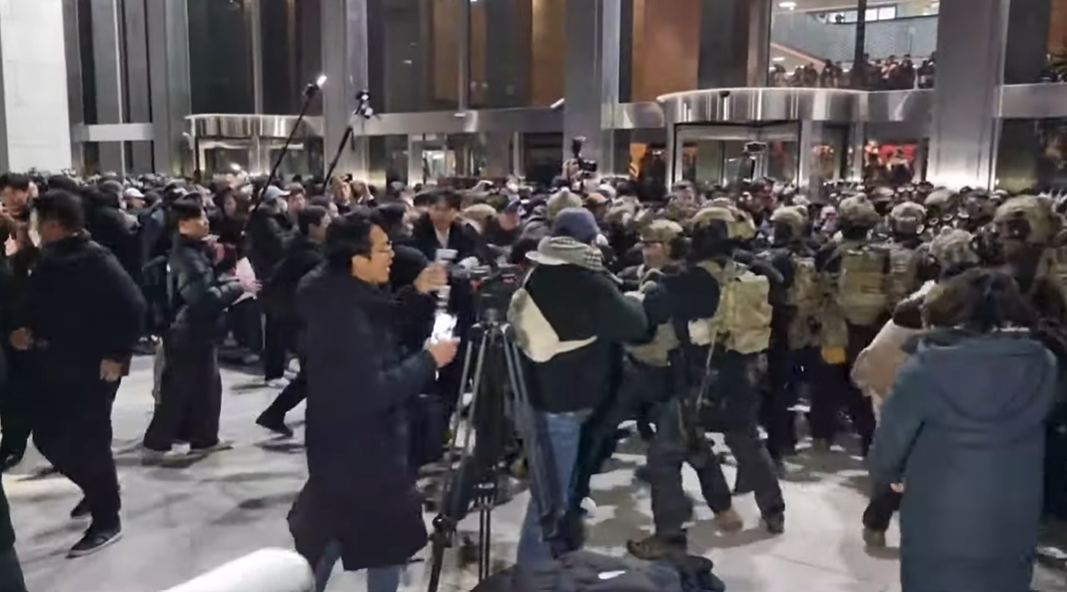
在韓國國會外與民眾發生衝突的戒嚴軍

2024年12月3日，尹錫悅宣佈緊急戒嚴令，指反對派控制國會、同情北韓，並透過反國家活動癱瘓政府。但隨後國會投票通過解除戒嚴令。2024年12月7日，因戒嚴風波導致的彈劾案因僅得到195票，未達法定標準200票彈劾失敗。在野党宣布将发起第二次弹劾。此后尹锡悦被控犯有内乱罪，并被下令禁止出境，成为韩国历史上首位被禁止出境的在任总统。12月10日，韩国国会通过议案要求立即逮捕尹錫悅等8名与戒严令有关的人物。根據12月13日發佈的一項民調顯示，尹锡悦的支持率降至11%，不支持率升至85%，刷新其就任總統以来的新低和新高。韩国国会14日下午就针对总统尹锡悦的第二次弹劾动议案进行表决，以204票赞成通过了该项动议案。表决结果显示，当天共有300名议员参加表决，其中204人赞成、85人反对，弃权3票，无效8票，赞成票超过了通过弹劾动议案所需票数（即国会议员总人数的三分之二），尹锡悦当天起被停职。

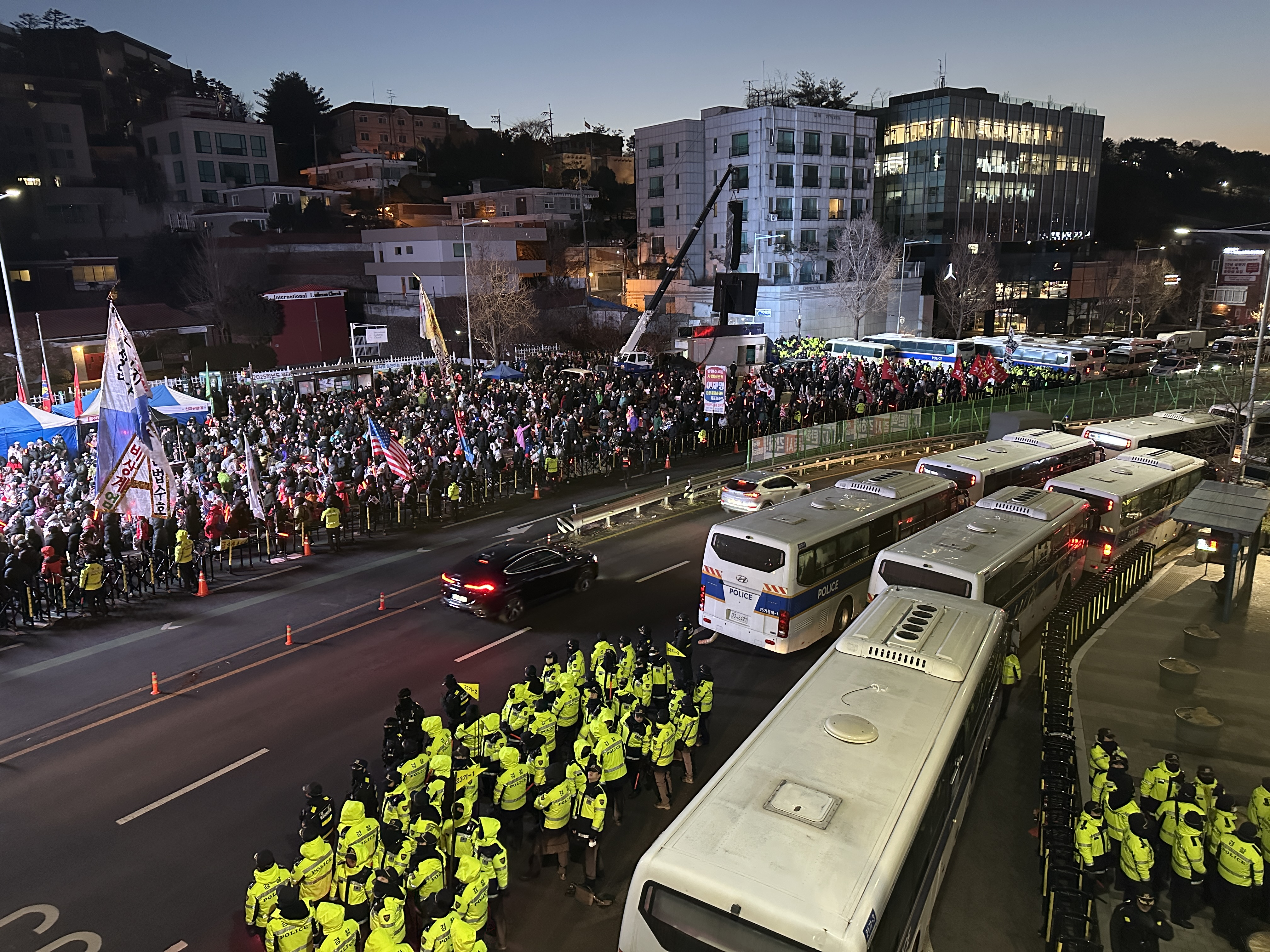
尹锡悦的支持者在其寓所外集會

2024年12月30日，韓國聯合調查本部申請拘捕總統尹錫悅。尹錫悅在過去兩周曾經三次拒絕接受調查。12月31日，韩国法院同意以涉嫌内乱为由对尹锡悦发布逮捕令。
2025年1月3日，韩国高级公职者犯罪调查处来到韩国总统官邸逮捕尹锡悦，但遭到总统警卫处阻拦，双方发生對峙，最后以公调处暂时撤退结束。
1月15日，韩国公调处工作人员及警察再次前往总统官邸逮捕尹锡悦。10时33分，尹锡悦被捕，成為韓國史上首位遭逮捕的現任總統。
1月19日，首爾西部地方法院裁定羈押尹錫悅，期限為自被逮捕日起20天，當天尹锡悦进入拘留所。3月7日，法院裁准取消逮捕令，隔日獲釋離開拘留所。4月4日，宪法法院裁决彈劾成立，解除尹锡悦总统职位。

## 卸任后
被解职后，尹锡悦除警卫之外作为前总统可享受的待遇一概被剥夺。2025年4月11日，尹锡悦撤离龙山官邸返回瑞草私宅。
2025年5月17日，尹錫悅宣佈退出國民力量黨，並呼籲民眾在2025年韓國總統選舉中支持金文洙。

### 内乱案庭审
2025年1月23日，韩国高级公职人员犯罪调查处将总统尹锡悦涉嫌带头发动内乱案移交检方，并要求检方对其提起公诉。1月26日，尹锡悦因涉嫌带头发动内乱正式被检方逮捕起诉。4月14日，即尹锡悦被解职10天后，首尔中央地方法院启动他涉嫌带头发动内乱的刑事案件的审理。尹锡悦由此成为自韩国实现民主化后第五位坐上被告席的前任总统。尹锡悦出庭时用时82分钟逐一反驳检方指控。4月21日，第二次庭审开庭，法院批准媒体在开庭前拍摄，并在媒体离开法庭后正式启动第二次庭审。 8月11日，首尔中央地方法院刑事审判第25合议庭就尹锡悦内乱案进行公审，并作出“启动缺席审判程序”的决定。

### 独检调查
2025年6月5日，韩国国会通过了涉及尹錫悅的《内乱独检法》、《金建希独检法》和《蔡上等兵独检法》 。6月10日，韩国国务会议审议通过了这些法案，韩国总统李在明同日批准并公布这些法案。

#### 内乱独检
2025年6月12日，韩国总统正式任命前监查院代院长赵垠奭为《内乱独检法》的特别检察官。 6月24日，内乱特检组向首尔中央地方法院申请对尹锡悦的拘留令 ，但被法院驳回。2025年7月6日，内乱特检组再次提请法院批准逮捕前总统尹锡悦。9日下午2时22分，首尔中央地方法院开始对前总统尹锡悦进行逮捕必要性审查，尹锡悦亲自出庭。2025年7月10日，法院擔心尹錫悅會毀滅證據，再度對其發出逮捕令。尹錫悅相隔4個月後再次被捕。 尹锡悦本月10日再次被批捕后，独检组两次要求其到案受讯，但尹锡悦均以健康状况为由拒绝。之后内乱独检组14日针对尹锡悦启动强制到案程序，但没有成功。之后独检组再次要求首尔拘留所在15日下午2时前将尹锡悦押送至首尔高等检察厅调查室，但再次落空。独检组16日第三次试图强制前总统尹锡悦到案受讯，但因尹锡悦提出撤销逮捕申请而暂停。首尔中央地方法院于18日审理并驳回了撤销逮捕申请。19日，独检组以涉嫌滥用职权妨害权利行使、伪造公文、违反《总统档案法》、动用特殊手段妨害执行公务等对前总统尹锡悦提起公诉。

#### 金建希独检
2025年6月12日，韩国总统正式任命前首尔中央地方法院院长闵中基为《金建希独检法》的特别检察官。 7月21日上午，金建希独检组要求尹锡悦于本月29日上午10时以嫌疑人身份到案受讯，但尹锡悦29日未到案，独检组当天再次传唤尹锡悦，要求30日上午10时到案，但尹锡悦再次拒绝。同日，金建希独检组提请法院对尹锡悦签发拘留令。31日，首尔中央地方法院對其發出拘留令。8月1日，独检组试图强制尹锡悦到案未果。法务部长官郑成湖同日就尹锡悦拒不配合拘留令执行一事表示，尹锡悦在独检组试图执行拘留时脱下囚服以示反抗，在独检组离开后又随即重新穿上。前任总统此类行为令人尴尬。8月7日，独检组对尹锡悦执行拘留令再遭失败。

#### 蔡上等兵独检
2025年6月12日，韩国总统正式任命前国防部检察团高等检察部长李明贤（音）为《蔡上等兵独检法》的特别检察官。 7月11日，蔡上等兵独检组对尹锡悦的私宅进行搜查取证。

## 爭議

### 家属丑闻
2021年12月23日，尹锡悦岳母崔恩顺因为伪造存折余额证明被京畿道議政府市地方法院一审获刑一年。2022年1月25日，首尔高等法院刑事5部推翻一审判决，判崔恩顺无罪。2023年7月21日，崔恩顺二审被判有期徒刑1年，而且当庭被逮捕。7月25日，共同民主党前党首宋英吉就此对尹锡悦提起诉讼。
2021年12月26日，尹锡悦妻子金建希就伪造简历丑闻向公众道歉。

### 其他
尹錫悅提议废除韩国女性家族部，結果招致批评。
在韓國因他與日本關係密切被視為親日派，同時他對北韓的強硬政策也引發親北人士及共同民主黨的不滿。
2022年4月13日，尹錫悅接見前總統朴槿惠，並以「無顏相見、一直深感愧疚」來表示歉意，引發反對者的批評。
尹錫悅还被批處理梨泰院踩踏事故失當，從事故發生到事件調查爭議不斷，引發事故罹難者家屬的不滿及批評。
2025年5月5日，尹锡悦被拍到牵着爱犬在首尔汉江公园“悠闲散步”，其身边还有3名保镖。对于此事，共同民主党选举对策委员会成员禹相虎在接受采访时称：“就让他好好享受最后的出游吧。”禹相虎补充说：“与韩国国民的不安和危机意识相比，我觉得他（尹锡悦）真的什么想法都没有。”
2025年5月21日，尹錫悅在一电影院观看“选举舞弊”题材的纪录片，引发非议。

## 經歷列表
- 1991年：通過第33屆律師資格考試
- 1994年2月—1996年2月：大邱地方檢察廳檢察官
- 1996年2月—1997年2月：春川地方檢察廳江陵支廳檢察官
- 1997年2月—1999年2月：水原地方檢察廳城南支廳檢察官
- 1999年2月—2001年8月：首爾中央地方檢察廳檢察官
- 2001年8月—2002年2月：釜山地方檢察廳檢察官
- 2002年2月—2003年2月：太平洋律師事務所律師
- 2003年2月—2005年2月：光州地方檢察廳檢察官
- 2005年2月—2006年2月：議政府地方檢察廳高陽支廳檢察官
- 2006年2月—2007年2月：議政府地方檢察廳高陽支廳副檢察長
- 2007年2月—2008年3月：大檢察院中央偵查部檢察研究員
- 2008年3月—2009年1月：第46屆大田地方檢察廳論山支廳檢察長
- 2009年1月—2009年8月：大邱地方檢察廳特別調查科檢察長
- 2009年8月—2010年7月：檢察長辦公室犯罪信息處
- 2010年7月—2011年8月：大檢察廳中央偵查二處處長
- 2011年8月—2012年7月：檢察長辦公室中央偵查一處處長
- 2012年7月—2013年4月：首爾中央地方檢察廳特別調查一處檢察長
- 2013年4月—2014年1月：第55屆水原地方檢察廳驪州支廳支廳長
- 2014年1月—2016年1月：大邱高等檢察廳檢察官
- 2016年1月—2017年5月：大田高等檢察廳檢察官
- 2016年12月—2017年5月：調查朴槿惠政府不當行為案特別檢察官辦公室調查組組長
- 2017年5月—2019年7月：首爾中央地方檢察廳第59任檢察長
- 2019年7月—2021年3月：第43任檢察總長
- 2021年7月—2021年11月：國民力量第20屆韓國總統選舉初選候選人
- 2021年11月—2022年1月：國民力量第20屆韓國總統選舉候選人
- 2021年11月—2022年1月：國民力量選舉對策委員會特別委員會委員長
- 2022年5月10日—2024年12月14日：大韩民国第20任总统

## 選舉履歷
| 年度 | 選舉屆數               | 選舉區                 | 所屬政黨 | 得票數     | 得票率 | 當選標記 | 備註 |
| ---- | ---------------------- | ---------------------- | -------- | ---------- | ------ | -------- | ---- |
| 2022 | 第20屆大韓民國總統選舉 | 第20屆大韓民國總統選舉 | 國民力量 | 16,394,815 | 48.56% |          |      |